# Der letzte Tag (Film)
Der letzte Tag ist ein deutsches Stummfilmdrama aus dem Jahre 1913 mit dem Ehepaar Albert und Else Bassermann in den Hauptrollen.

## Handlung
Der Film ist gleich einem Kammerspiel in Rückblende gestaltet. Ein alter Professor erinnert sich noch einmal an den entscheidenden Tag seines Lebens, an dem er seine Frau tötete. Ursache für diese Verzweiflungstat war die bittere und ihn zutiefst erschütternde Erkenntnis, dass seine Frau einen Liebhaber besaß und ihn seit geraumer Zeit betrog. Es soll Prof. Osterodes letzter Tag werden, denn als er sich dazu entscheidet, sich selbst umzubringen, stirbt er eines natürlichen Todes.

## Produktionsnotizen
Der letzte Tag entstand im Vitascope-Atelier in der Lindenstraße 32–34. Der Film passierte die Filmzensur am 13. August 1913 und wurde am 19. September 1913 in den Kammerlichtspielen am Potsdamer Platz uraufgeführt. Der Fünfakter hatte eine Länge von 1317 Metern.
Die Bauten stammen von Hermann Warm. 
Nach dem überwältigenden Erfolg von Der Andere tat sich dasselbe Team – Vitascope-Produzent Greenbaum, Regisseur Mack, Kameramann Böttger, Hauptdarsteller Bassermann und Weisse – erneut zusammen, um einen weiteren Autorenfilm zu realisieren. Dennoch fand Der letzte Tag nicht annähernd dasselbe Echo wie kurz zuvor der ungleich berühmtere Film.

## Kritik
„Die Vitaskop in Berlin, welches gerade für den literarischen Film starkes Können entwickelt, hat auch hier wieder ganz hervorragendes geleistet. (…) Dramatisch packend ist der letzte Akt, den die vorangegangenen wirksam vorbereiten. Der Tod zwischen den Gräbern der Frau und ihres Geliebten ist erschütternd.“